# مالاکیت برازنده
مالاکیت برازنده (نام علمی: Chlorolestes elegans) نام یک گونه از سرده مالاکیت‌ها است.